# Koréra Koré
Koréra Koré is een gemeente (commune) in de regio Kayes in Mali. De gemeente telt 19.400 inwoners (2009).
De gemeente bestaat uit de volgende plaatsen:
- Bandiougoulambé
- Baniré- Tougouné
- Demba Gadiaba
- Diabaguéla
- Diéwaye
- Gakou
- Hassi
- Kompo
- Koréra Koré
- Koréra Tougouné
- Kourté
- Kréma
- Lakoulé
- Lambagoumbo
- Nématoulaye
- Saniaga